# Robert Kilroy-Silk
Robert Kilroy-Silk (n. 19 mai 1942) este un om politic britanic, membru al Parlamentului European în perioada 2004-2009 din partea Regatului Unit.
1. ↑  Robert Kilroy-Silk, Internet Speculative Fiction Database, accesat în 9 octombrie 2017
2. ↑  Deputații în Parlamentul European
3. 1 2 3  Hansard 1803–2005